# Diócesis de Pusan
La diócesis de Pusan o de Busan (en latín: Dioecesis Pusanen(sis) y en coreano: 천주교 부산교구) es una circunscripción eclesiástica latina de la Iglesia católica en Corea del Sur, sufragánea de la arquidiócesis de Daegu. La diócesis tiene al obispo Joseph Son Sam-seok como su ordinario desde el 10 de abril de 2019.

## Territorio y organización
La diócesis extiende su jurisdicción sobre los fieles católicos de rito latino residentes en las áreas metropolitanas de Busan y Ulsan; la ciudad de Yangsan y parte de las ciudades de Gimhae y Miryang en la provincia de Gyeongsang del Sur.
La sede de la diócesis se encuentra en la ciudad de Busan (hasta 2000 traducida como Pusan), en donde se halla la Catedral de la Sagrada Familia.
En 2018 la diócesis estaba dividida en 124 parroquias.

## Historia
El vicariato apostólico de Pusan fue erigido el 21 de enero de 1957 con la bula Quandoquidem novas del papa Pío XII separando territorio del vicariato apostólico de Taiku (hoy arquidiócesis de Daegu).
El 10 de marzo de 1962 el vicariato apostólico fue elevado a diócesis en el contexto de la institución de la jerarquía eclesiástica coreana, con la bula Fertile Evangelii semen del papa Juan XXIII.
El 15 de febrero de 1966 cedió una parte de su territorio para la erección de la diócesis de Masan mediante la bula Siquidem catholicae del papa Pablo VI.

## Episcopologio
- John A. Choi Jae-seon † (26 de enero de 1957-19 de septiembre de 1973 renunció)
- Gabriel Lee Gab-sou † (5 de junio de 1975-28 de agosto de 1999 retirado)
- Augustine Cheong Myong-jo † (28 de agosto de 1999-1 de junio de 2007 falleció)
- Paul Hwang Cheol-soo (21 de noviembre de 2007-18 de agosto de 2018 renunció)
- Joseph Son Sam-seok, desde el 10 de abril de 2019[4]

## Estadísticas
De acuerdo al Anuario Pontificio 2019 la diócesis tenía a fines de 2018 un total de 454 890 fieles bautizados.
| Año                                                                             | Población            | Población | Población      | Sacerdotes | Sacerdotes    | Sacerdotes    | Bautizados por sacerdote | Diáconos permanentes | Religiosos | Religiosos | Parroquias |
| Año                                                                             | Bautizados católicos | Total     | % de católicos | Total      | Clero secular | Clero regular | Bautizados por sacerdote | Diáconos permanentes | Varones    | Mujeres    | Parroquias |
| ------------------------------------------------------------------------------- | -------------------- | --------- | -------------- | ---------- | ------------- | ------------- | ------------------------ | -------------------- | ---------- | ---------- | ---------- |
| 1970                                                                            | 75 477               | 2 604 055 | 2.9            | 67         | 52            | 15            | 1126                     |                      | 16         | 140        | 36         |
| 1980                                                                            | 121 409              | 3 776 180 | 3.2            | 77         | 58            | 19            | 1576                     |                      | 19         | 410        | 53         |
| 1990                                                                            | 256 722              | 4 994 626 | 5.1            | 103        | 82            | 21            | 2492                     |                      | 34         | 766        | 69         |
| 1999                                                                            | 346 049              | 5 436 475 | 6.4            | 180        | 162           | 18            | 1922                     |                      | 35         | 746        | 91         |
| 2000                                                                            | 357 593              | 5 415 446 | 6.6            | 189        | 169           | 20            | 1892                     |                      | 43         | 757        | 92         |
| 2001                                                                            | 368 436              | 5 368 563 | 6.9            | 201        | 179           | 22            | 1833                     |                      | 43         | 867        | 92         |
| 2002                                                                            | 375 098              | 5 370 679 | 7.0            | 212        | 189           | 23            | 1769                     |                      | 49         | 765        | 93         |
| 2003                                                                            | 374 532              | 5 449 037 | 6.9            | 240        | 215           | 25            | 1560                     |                      | 46         | 381        | 98         |
| 2004                                                                            | 379 030              | 5 437 906 | 7.0            | 249        | 225           | 24            | 1522                     |                      | 51         | 661        | 95         |
| 2010                                                                            | 415 157              | 5 538 219 | 7.5            | 295        | 274           | 21            | 1407                     |                      | 43         | 834        | 110        |
| 2012                                                                            | 422 012              | 5 560 101 | 7.6            | 321        | 304           | 17            | 1314                     |                      | 29         | 619        | 119        |
| 2015                                                                            | 442 392              | 5 617 267 | 7.9            | 327        | 310           | 17            | 1352                     |                      | 31         | 636        | 123        |
| 2018                                                                            | 454 890              | 5 613 436 | 8.1            | 339        | 315           | 24            | 1341                     |                      | 38         | 682        | 124        |
| Fuente: Catholic-Hierarchy, que a su vez toma los datos del Anuario Pontificio. |                      |           |                |            |               |               |                          |                      |            |            |            |